# Pachnoda flavolimbata
Pachnoda flavolimbata är en skalbaggsart som beskrevs av Moser 1921. Pachnoda flavolimbata ingår i släktet Pachnoda och familjen Cetoniidae. Inga underarter finns listade i Catalogue of Life.